# Ana Johnsson

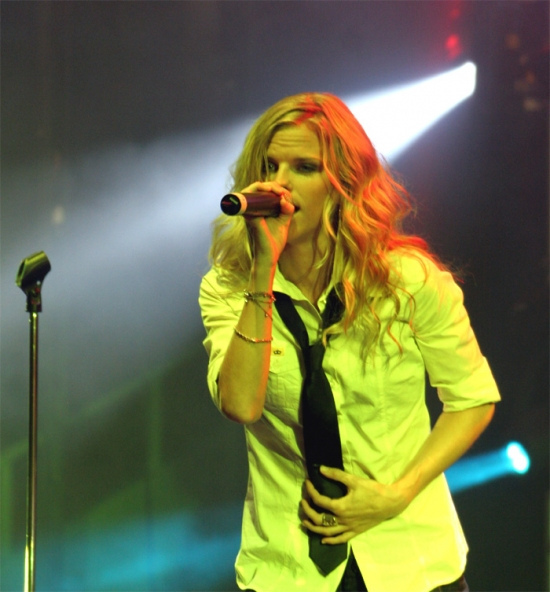
Ana Johnsson auf dem NRJ In the Park, Stockholm (2006)

Anna Lovisa Johnsson (* 4. Oktober 1977 in Göteborg) ist eine schwedische Sängerin.

## Biographie
Ana Johnsson spricht sowohl Englisch, Schwedisch, Norwegisch als auch Deutsch. Erste musikalische Erfahrungen sammelte sie als Sängerin der Gruppen @Groove und SoulCream. Nach dem Gewinn in einer schwedischen Casting-Show im Jahre 2001 gründete sie zusammen mit Jenny Karolina Kristina Bergfoth, Malin Catharina Olsson, Susanna Emily Anna Patoleta und Johanna Landt die Pop-Band Excellence. Zusammen mit dem schwedischen Hip-Hop-Musiker Markoolio nahmen sie unter anderem den Song Vi ska Vinna (deutsch: Wir sollten gewinnen) auf. Auch die anderen Auskopplungen aus dem Album The Region of Excellence (Need to Know, What’s Up, We Can Dance und Mama’s Boy) wurden Nummer-1-Hits in Schweden. Johnsson schrieb Stücke für das zweite Album der Gruppe, beschloss jedoch 2002, Excellence den Rücken zu kehren. Dies geschah kurz nachdem die Band beim Vorentscheid für den Eurovision Song Contest ausgeschieden war.
Nachdem Anas erstes Album Cuz I Can nur in Schweden veröffentlicht worden war, nahm sie im Herbst 2003 zusammen mit den Produzenten Marcus Black und Leif Larson das Stück The Way I Am auf, das in mehreren europäischen Ländern, unter anderem Deutschland, wo es das Titellied des Kinofilms Autobahnraser war, ein kommerzieller Erfolg wurde. Daraufhin nahm sie ihr erstes internationales Album The Way I Am auf, das ebenfalls ein kommerzieller Erfolg wurde und einige der Songs aus Cuz I Can enthält. Johnsson leistete einen Beitrag zum Soundtrack des Films Spider-Man 2. Der Song We Are wurde ein kommerzieller Erfolg, obwohl er nicht im Film zu hören war. Das Stück Cuz I Can war das Titellied der DTM-Saison 2005. Ende 2006 wurde Johnssons Song Catch Me If You Can für die schwedischen Winterspiele ausgewählt.

## Diskografie

### Alben
| Jahr | Titel        | Höchstplatzierung, Gesamtwochen, AuszeichnungChartplatzierungen (Jahr, Titel, Platzierungen, Wochen, Auszeichnungen, Anmerkungen) | Höchstplatzierung, Gesamtwochen, AuszeichnungChartplatzierungen (Jahr, Titel, Platzierungen, Wochen, Auszeichnungen, Anmerkungen) | Höchstplatzierung, Gesamtwochen, AuszeichnungChartplatzierungen (Jahr, Titel, Platzierungen, Wochen, Auszeichnungen, Anmerkungen) | Höchstplatzierung, Gesamtwochen, AuszeichnungChartplatzierungen (Jahr, Titel, Platzierungen, Wochen, Auszeichnungen, Anmerkungen) | Höchstplatzierung, Gesamtwochen, AuszeichnungChartplatzierungen (Jahr, Titel, Platzierungen, Wochen, Auszeichnungen, Anmerkungen) | Anmerkungen                                                         |
| Jahr | Titel        | DE | AT | CH | UK | SE | Anmerkungen                                                         |
| ---- | ------------ | --- | --- | --- | --- | --- | ------------------------------------------------------------------- |
| 2004 | Cuz I Can    | — | — | — | — | — | Erstveröffentlichung: 14. April 2004 nur in Schweden veröffentlicht |
| 2004 | The Way I Am | DE15 (7 Wo.)DE | AT20 (7 Wo.)AT | CH19 (11 Wo.)CH | — | SE27 (4 Wo.)SE | Erstveröffentlichung: 12. August 2004                               |
| 2006 | Little Angel | — | — | — | — | — | Erstveröffentlichung: 18. Oktober 2006                              |

### Singles
| Jahr | Titel Album                           | Höchstplatzierung, Gesamtwochen, AuszeichnungChartplatzierungen (Jahr, Titel, Album, Platzierungen, Wochen, Auszeichnungen, Anmerkungen) | Höchstplatzierung, Gesamtwochen, AuszeichnungChartplatzierungen (Jahr, Titel, Album, Platzierungen, Wochen, Auszeichnungen, Anmerkungen) | Höchstplatzierung, Gesamtwochen, AuszeichnungChartplatzierungen (Jahr, Titel, Album, Platzierungen, Wochen, Auszeichnungen, Anmerkungen) | Höchstplatzierung, Gesamtwochen, AuszeichnungChartplatzierungen (Jahr, Titel, Album, Platzierungen, Wochen, Auszeichnungen, Anmerkungen) | Höchstplatzierung, Gesamtwochen, AuszeichnungChartplatzierungen (Jahr, Titel, Album, Platzierungen, Wochen, Auszeichnungen, Anmerkungen) | Anmerkungen                                                             |
| Jahr | Titel Album                           | DE | AT | CH | UK | SE | Anmerkungen                                                             |
| ---- | ------------------------------------- | --- | --- | --- | --- | --- | ----------------------------------------------------------------------- |
| 2003 | The Way I Am Cuz I Can • The Way I Am | DE82 (4 Wo.)DE | — | — | — | — | Erstveröffentlichung: Herbst 2003                                       |
| 2004 | Life Cuz I Can • The Way I Am         | — | — | — | — | SE17 (3 Wo.)SE | Erstveröffentlichung: 11. Februar 2004                                  |
| 2004 | Cuz I Can                             | — | — | — | — | — | Erstveröffentlichung: 15. März 2004                                     |
| 2004 | We Are The Way I Am                   | DE16 (16 Wo.)DE | AT7 (21 Wo.)AT | CH28 (21 Wo.)CH | UK8 (6 Wo.)UK | SE4 Gold · (27 Wo.)SE | Erstveröffentlichung: 28. Juni 2004                                     |
| 2004 | Don’t Cry For Pain The Way I Am       | DE39 (9 Wo.)DE | AT70 (2 Wo.)AT | CH83 (4 Wo.)CH | — | SE19 (13 Wo.)SE | Erstveröffentlichung: 25. Oktober 2004                                  |
| 2005 | Coz I Can The Way I Am                | DE73 (4 Wo.)DE | — | — | — | — | Erstveröffentlichung: 7. März 2005 Wiederveröffentlichung von Cuz I Can |
| 2006 | Days of Summer Little Angel           | — | — | — | — | SE7 (2 Wo.)SE | Erstveröffentlichung: 12. Juli 2006                                     |
| 2006 | Exception Little Angel                | — | — | — | — | SE10 (1 Wo.)SE | Erstveröffentlichung: 11. Oktober 2006                                  |
| 2007 | Catch Me If You Can Little Angel      | — | — | — | — | — | Erstveröffentlichung: 17. Januar 2007                                   |

Weitere Veröffentlichungen
- 2004: Black Hole (iTunes-Download)
- 2007: Break Through Time (Promo-Single)

### Als Gastmusikerin
| Jahr | Titel Album                | Höchstplatzierung, Gesamtwochen, AuszeichnungChartplatzierungen (Jahr, Titel, Album, Platzierungen, Wochen, Auszeichnungen, Anmerkungen) | Höchstplatzierung, Gesamtwochen, AuszeichnungChartplatzierungen (Jahr, Titel, Album, Platzierungen, Wochen, Auszeichnungen, Anmerkungen) | Höchstplatzierung, Gesamtwochen, AuszeichnungChartplatzierungen (Jahr, Titel, Album, Platzierungen, Wochen, Auszeichnungen, Anmerkungen) | Höchstplatzierung, Gesamtwochen, AuszeichnungChartplatzierungen (Jahr, Titel, Album, Platzierungen, Wochen, Auszeichnungen, Anmerkungen) | Höchstplatzierung, Gesamtwochen, AuszeichnungChartplatzierungen (Jahr, Titel, Album, Platzierungen, Wochen, Auszeichnungen, Anmerkungen) | Anmerkungen                                                                      |
| Jahr | Titel Album                | DE | AT | CH | UK | SE | Anmerkungen                                                                      |
| ---- | -------------------------- | --- | --- | --- | --- | --- | -------------------------------------------------------------------------------- |
| 2006 | Fate Jade-Krieger (O.S.T.) | — | — | — | — | — | Erstveröffentlichung: 11. Oktober 2006 Bleak feat. Ana Johnsson & Kimmo Pohjonen |